# Ur
För andra betydelser, se Ur (olika betydelser).

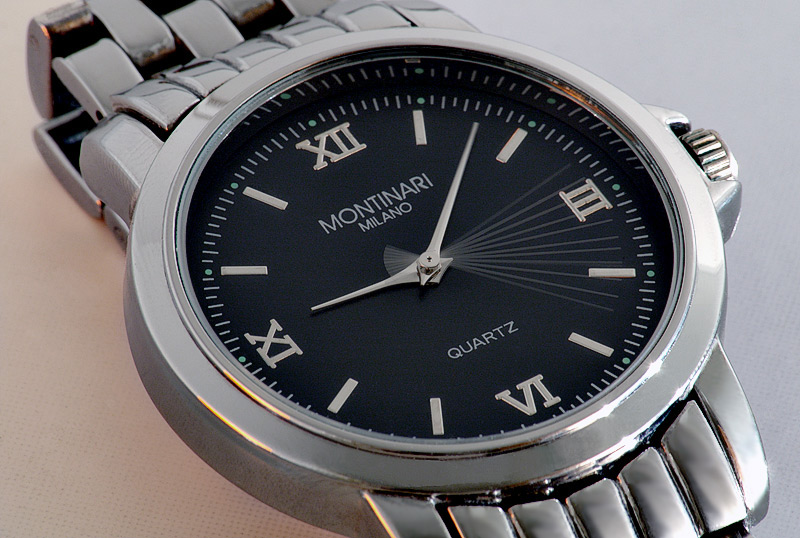
Ett armbandsur.

Ett ur eller en klocka är ett instrument som visar aktuell tid eller som kan mäta ett tidsintervall.

## Funktion
Ett ur har huvudsakligen två funktioner:
Det kan användas för att visa den nuvarande tiden i form av datum, timmar, minuter och sekunder och ibland ännu mindre tidsenheter beroende på den önskade precisionen. Ofta finns ett urverk, vars mekanism ger ifrån sig ljud vid vissa bestämda tidsintervall, vanligtvis vid varje hel- och halvtimme. Ljuden kan exempelvis vara i form av ett klockspel (t.ex. kyrkklockan i ett kyrktorn), göken som far ut i ett gökur, eller en enkel ljudsignal. Det vanligaste är då att antalet hela timmar (i 12-timmarsformat) anges med ett motsvarande antal signaler (klockslag). Skeppsur anger tiden i glas med en till åtta ljudsignaler (åtta glas motsvarar fyra timmar eller en "vakt").
Dessutom kan ett armbandsur ha funktion som smycke. Botten kan då vara utförd i ädel metall och vara besatt med många pärlor och briljanter. Verken i sådana ur brukar hålla en hög kvalitet. Sammantaget gör detta att smycke-ur betingar rena fantasipriser på många tiotusentals kronor.
Klockor för synskadade finns av två huvudtyper. I den första kan skyddsglaset öppnas alternativt saknas varvid visarna är robust utförda. Den synskadade kan då med fingrarna känna visarnas lägen och på så sätt ungefärligen klara ut tiden på dygnet. Den andra typen är en modernare variant som anger tiden i timmar och minuter med syntetiskt tal.
Uret kan även nyttjas för att mäta tidsintervall, då kallas uret tidtagarur eller kronograf (ett sådant ur är oftast försett med fler visare och fler skalor än en vanlig klocka). Ett särskilt noggrant ur kallas kronometer.

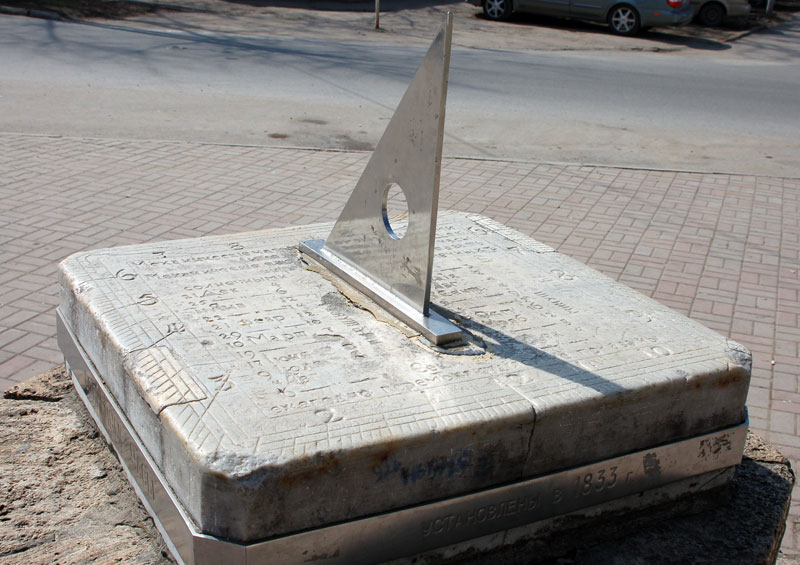
Gnomonen är detta solurs triangulära blad.

## Historia
Tidmätare är en av människans äldsta uppfinningar. Anordningar som med någorlunda noggrannhet kan användas för att mäta tid har funnits länge. Olika tekniker har använts som alla utnyttjar en känd regelbundenhet för att mäta förfluten tid. Exempelvis har skuggan som kastas av solens sken använts i soluret åtminstone sedan 1 500 f.Kr. i Egypten Solskuggan från obeliskerna i det forntida Egypten, höga, smala stenpelare, kunde användas på detta sätt. Sådana pelare kallades för gnomon och försågs senare med en öppning vid toppen som gjorde att pelarens längd även kunde användas för att mäta solhöjd och andra astronomiska data.
I timglaset rinner finkornig sand genom en trång öppning, och efter en bestämd tid är sanden slut och timglaset måste vändas. Samma princip används i vattenuret, klepsydran, som funnits åtminstone sedan 2 700 f.Kr. i Kina och 1 300 f.Kr. i Egypten. Dessa ur hade fördelen att de var oberoende av dagens ljus. Under den tidiga medeltiden användes levande ljus för att mäta tiden. Ibland fanns metallkulor inuti stearinet som åstadkom ljud när de föll till marken.
Tidpunkten för uppfinnandet av de första mekaniska uren är inte känd. Den så kallade Antikytheramekanismen visar dock att tekniken var känd mycket tidigare än skriftliga källor finns att berätta. På 700-talet uppfann den kinesiska matematikern Yi Xing ett vattendrivet mekaniskt ur bestående av ett system med hjul, hakar, lås, m.m. som kan argumenteras vara det första mekaniska uret. Begreppet urmakare används för första gången 1269 i ett kvitto från klostret Beaulieu i Frankrike. Den första källskrift (från 1335) som handlar om ett mekaniskt ur syftade på en apparat i palatset för familjen Visconti i Milano.

### Urval av uppfinningar
| - 725: vattendrivet mekaniskt ur av Yi Xing i Kina - ca 1280: ur med kugghjul i England - 1427: ur med fjäder av Heinrich Arnold (†1460) - 1510: fickur av Peter Henlein (Nürnberger Ei) - 1657: pendyl av Christian Huygens - 1759: skeppskronometer H4 av John Harrison | - 1923: automatiskt ur av John Harwood - 1927: kvartsur av Warren Alwin Marrison - 1949: atomur - 1967: radiostyrt ur av Wolfgang Hilberg (Telefunken-patent) |

## Typer

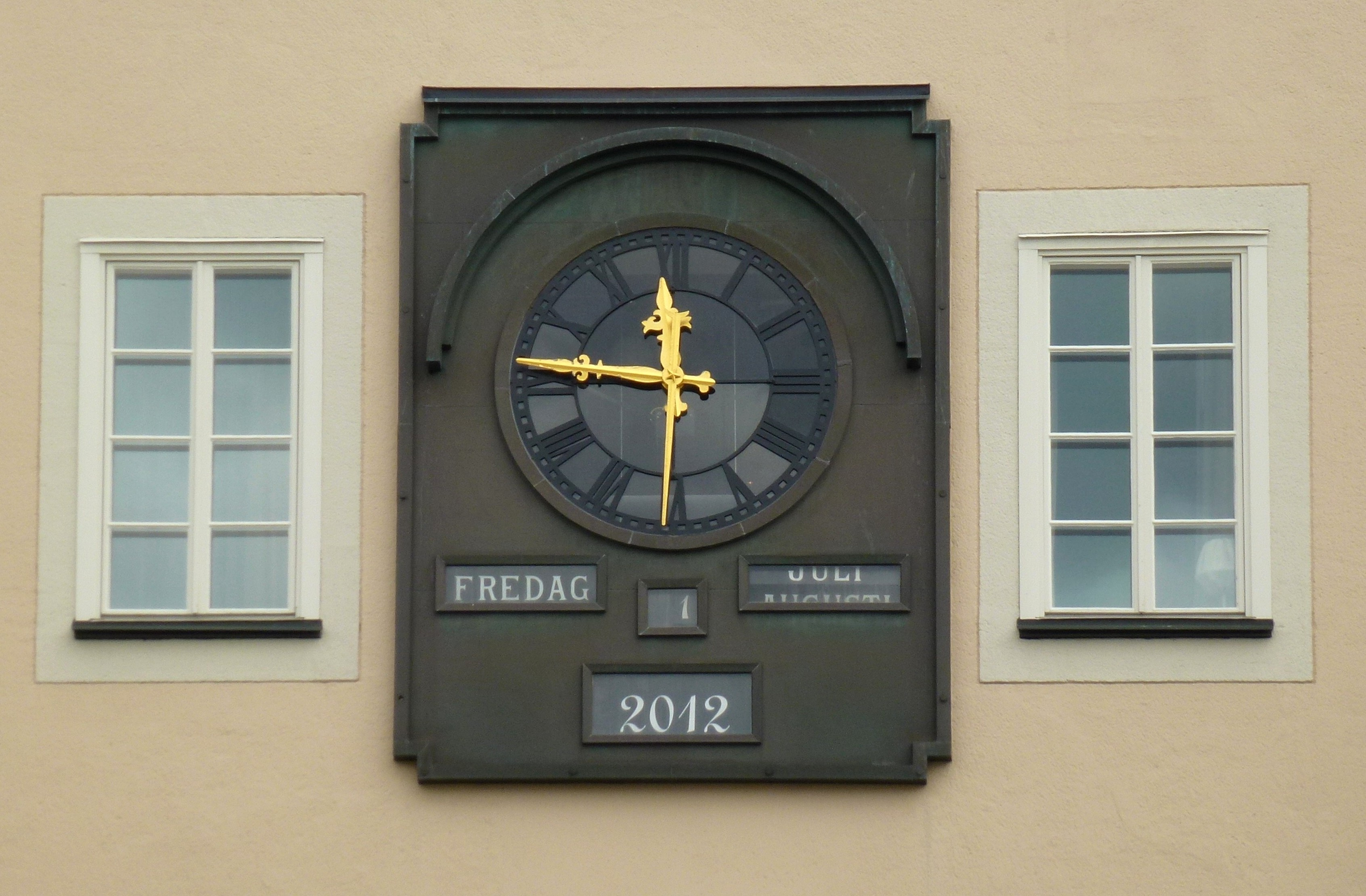
Kalenderur (Linderoths ur) på före detta Kreditbankens hus på Norrmalmstorg i Stockholm.

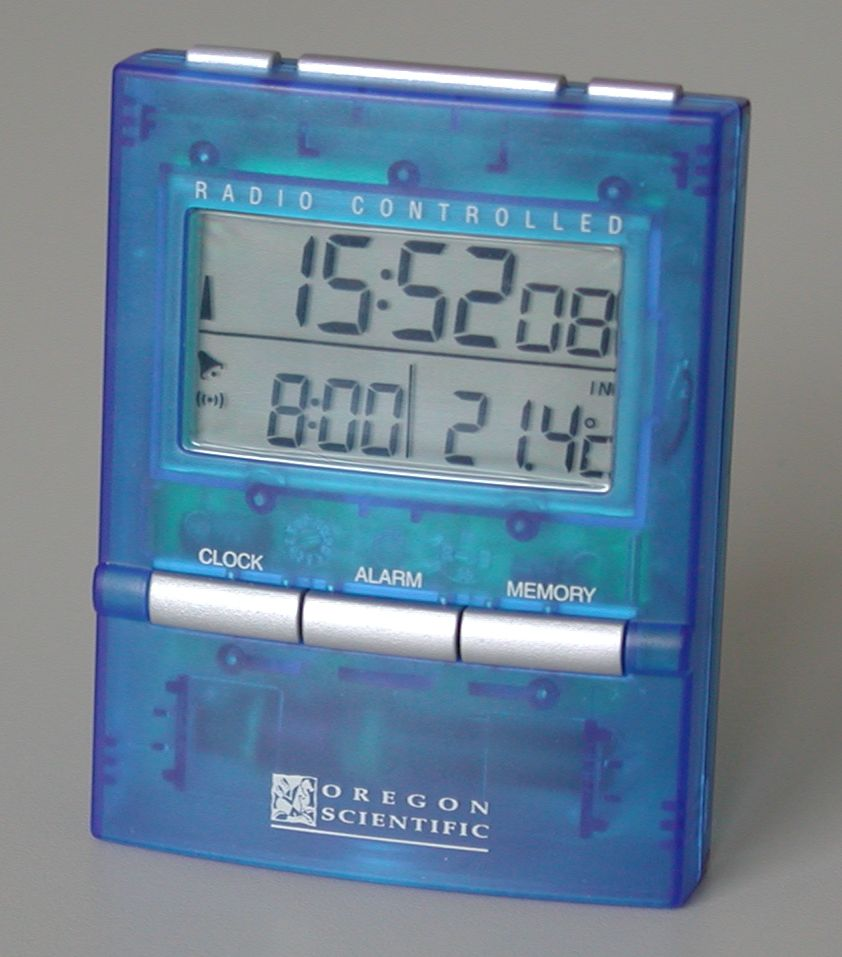
Radiostyrt ur med digital visning.

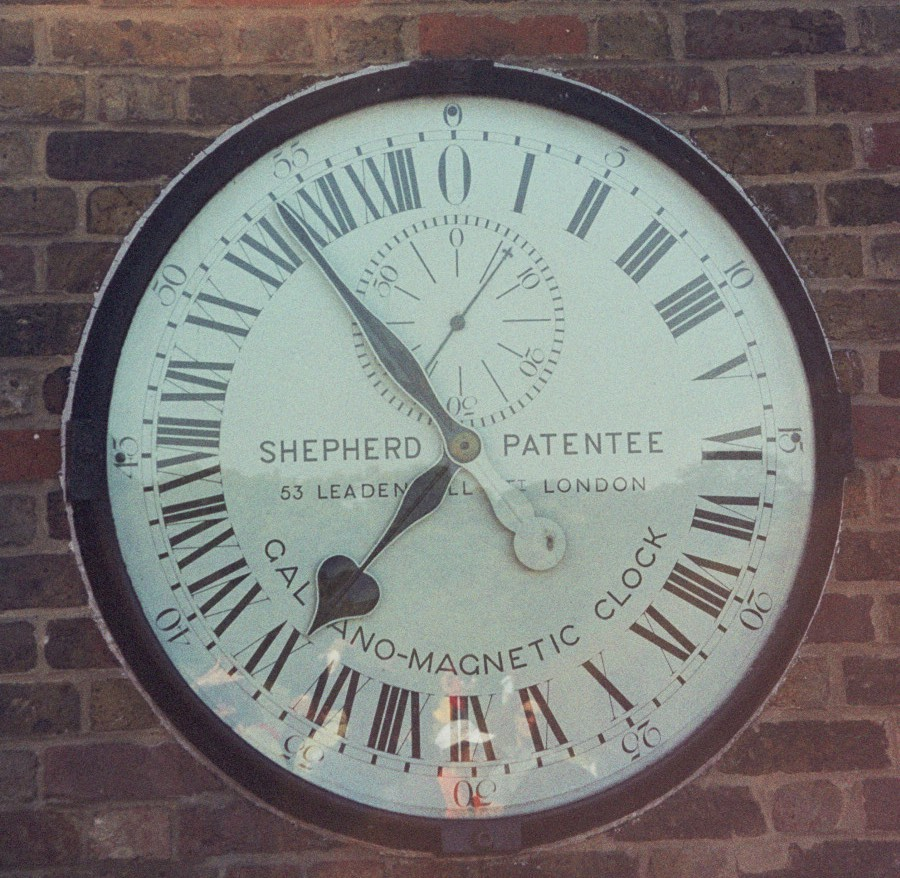
24-timmarsur med analog visning

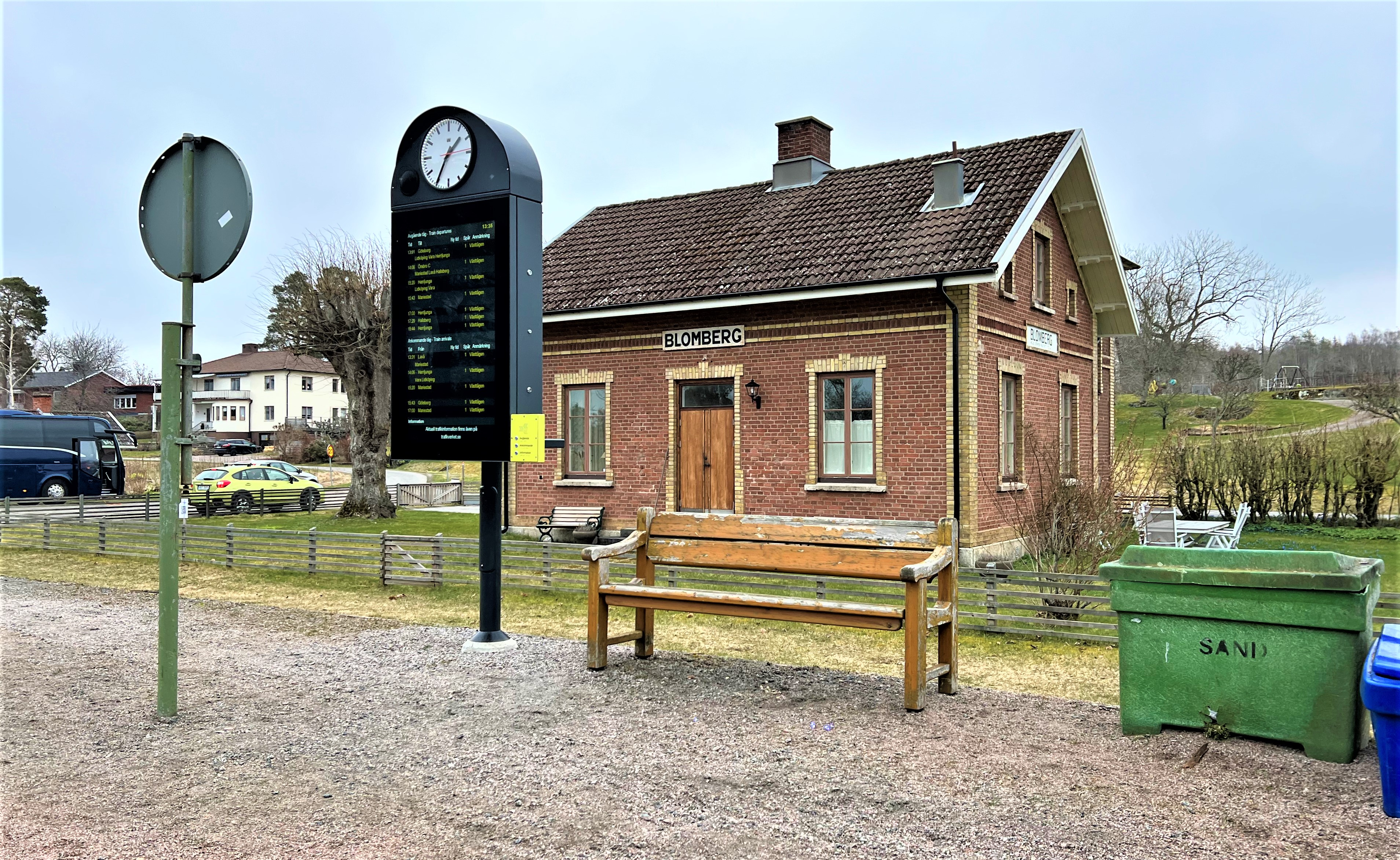
Ur kombinerat med tågtidtabeller på hållplatsen Blomberg station på Kinnekullebanan. Det tidigare stationshuset är numera privatbostad.

Ur kan kategoriseras efter olika sätt att visa tiden, efter urverkets typ, användningsområde eller utformning. Bland de vanligaste sortens ur är armbandsuren. Klockradion är också en vanlig typ av ur. En väckarklocka ger en kraftig signal, som vid en inställbar tidpunkt ska väcka en sovande, eller påminna om en tid som skall passas. Ursprungligen var det verkligen en klocka, som gav ljud ifrån sig, men nyare tids elektriskt drivna väckarur ger antingen en tonsignal (upprepade tonstötar) i en liten inbyggd högtalare eller i nätanslutna modeller en kraftig surrsignal med hjälp av elnätets växelström. I en klockradio kan man välja signal mellan tonstötar, surr eller ett förinställt radioprogram. I den mån man har valt radioprogram som väckningssignal, förlitar man sig på att den inställda radiostationen verkligen sänder något, när väckning ska ske.
Ett kalenderur visar utöver tiden även dag, veckodag, månad och år. Ett sådant finns som stor fasadur på fasaden av före detta Kreditbankens hus vid Norrmalmstorgs östra sida i Stockholm. Uret tillverkades 1887 av Linderoths urfabrik och satt ursprungligen på husfasaden ovanför företagets urfabrik vid Drottninggatan 28. Där visade den tid och datum fram till 1968 då huset revs. Uret monterades åter upp 1977 på sin nuvarande plats.

### Digitala/analoga ur
Digitala ur visar tiden i siffror. Två olika sorters tidsvisning förekommer:
- 24-timmars som visar 00:00.00 – 23:59.59
- 12-timmars som visar 01:00.00 – 12:59.59

Vid 12-timmarsvisning brukar klockslaget kompletteras med bokstäverna AM (ante meridiem) för förmiddag och PM (post meridiem) för eftermiddag.
Analoga ur visar tiden med hjälp av visare på en urtavla. De visar nästan uteslutande tiden i 12-timmarsformat. Hos de flesta ur rör sig visarna åt det håll som på norra halvklotet är medsols. Motsatt riktning är ovanligt men kan förekomma i skämtur som "går baklänges", kallade "Gophy Clock" efter en seriefigur, som framställs "dum i huvudet". Av denna historiska praxis uppkom konventionen "medurs" för en roterande rörelse åt det håll som på norra halvklotet är medsols.
Medurs och moturs är liksom medsols och motsols rotationsriktningar och kan inte entydigt beskrivas med uttrycken åt höger eller åt vänster. Visarspetsen på ett konventionellt analog-ur rör sig som betraktaren ser den medurs åt höger vid läget 12 och åt vänster vid läget 6 på urtavlan.
Redan kvartsur av enkelt slag har en osäkerhet på högst några sekunder per månad, mekaniskt styrda ur oftast mycket mer.

### Radiostyrda ur
Ett Radiostyrt ur synkroniseras av en utsänd tidskodad bitsekvens från en radiosändare ansluten till en tidsenhet, som atomur.
Sådana klockor kan tidssynkroniseras till en enda sändare, såsom många nationella eller regionala tidssändare, men kan också använda sig av flera sändare, likt det Globala positionssystemet (GPS). Användningsområdet sträcker sig från att ställa datorklockor till klockor avsedda för personligt bruk, eller annan tillämpning där exakt tidsinformation behövs.

## Tillverkning
Gnomonik är konsten att tillverka tidmätare och kommer från beteckningen på skuggvisaren i tidiga solur.
En urmakare är en person som tillverkar, reparerar eller underhåller ur.

## Typer av ur

Ringur av guld med rosenstenar, 1700-tal.

Konsolur

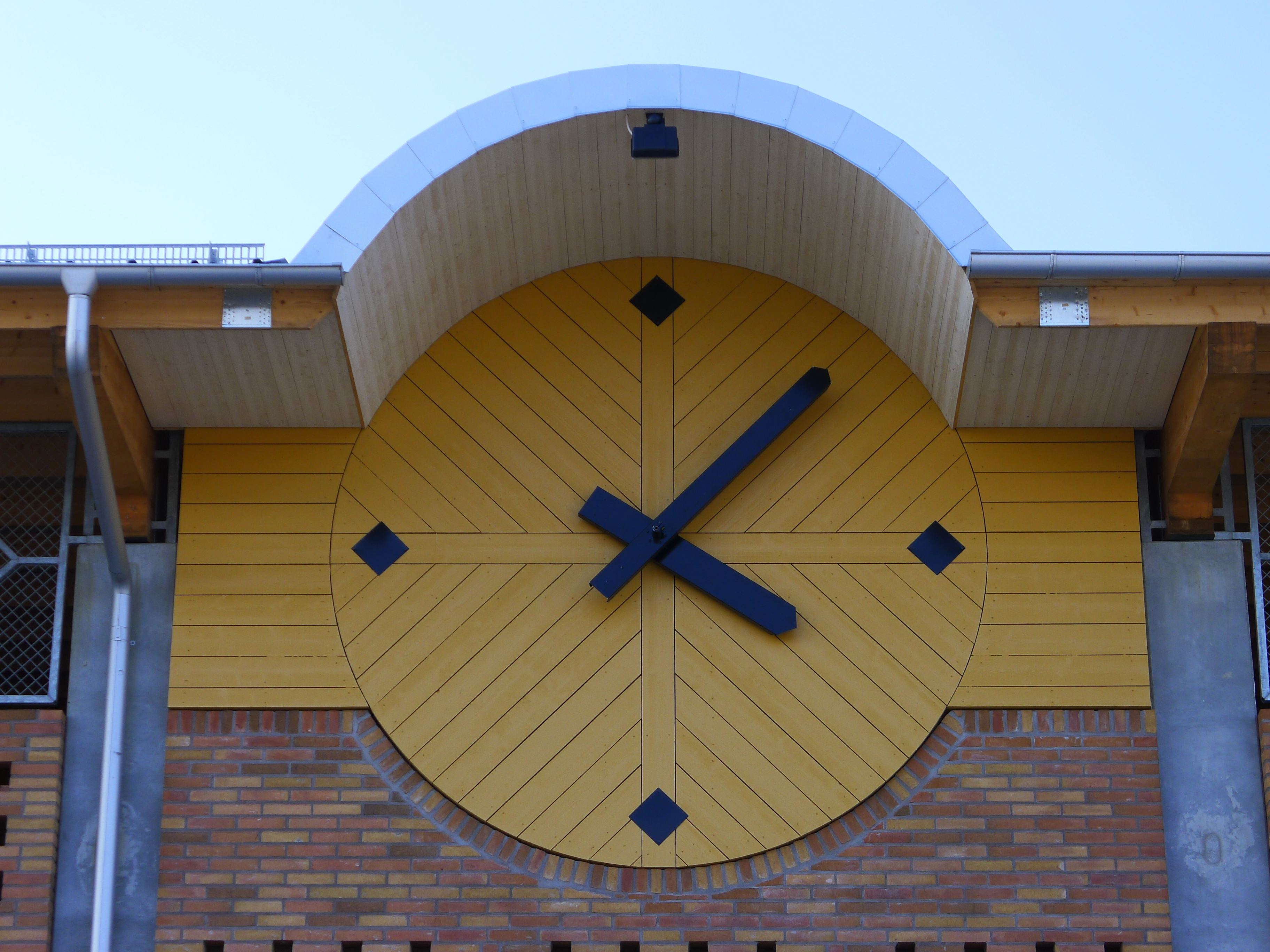
Ett byggnadsur.

- astronomiskt ur
- atomur
- bordsur
- digitalur
- fickur
- konsolur
- kopplingsur
- kronograf
- kronometer
- kvartsur
- mekaniska ur
  - fjäderdrivna ur
  - lod-ur
  - pendelur
- oljeur
- pendyl
  - bordspendyl
  - väggpendyl
- reseur
- sandur (timglas)
- solur
- synkronur
- tornur
- vattenur
- golvur
  - Moraklocka
- väggur

## Modeller av ur

Bordsur

- armbandsur
  - kronograf
  - pilotur
  - militärur
  - dykarur
  - smyckesur
- bordsur
- fickur
- golvur
  - Moraklocka
  - Stjärnsundsur
- repeterur
- savonetteur
- sjuksköterskeur
- skelettur
- tornur
- väckarur
- väggur
- årsur

## Etymologi
Ordet "ur" kommer ursprungligen från latinets hora som betyder "timme/tid" och har belagts i svenska språket sedan 1651.